# Fundación Mona
La Fundación Mona es una entidad sin ánimo de lucro, creada en el año 2000, que se dedica a rescatar y rehabilitar primates. Asimismo, realiza una importante labor educativa y de investigación científica en primatología, bienestar animal y sostenibilidad ambiental. Sus instalaciones están ubicadas en Riudellots de la Selva en las Comarcas Gerundenses.

## Historia
La veterinaria Olga Feliu impulsó el proyecto tras regresar de Camerún, donde había trabajado en el centro de recuperación de primates Limbe Wildlife Center. Anteriormente, había colaborado como veterinaria en la sección española de la International Primate Protection League. Feliu decidió crear la Fundación Mona, junto con Amparo Barba y Manel Maraña, para proteger a los primates del contrabando y acoger a los individuos abandonados, maltratados o que se encuentran en condiciones extremas.
El Centro de Recuperación de primates es el espacio en el que se encuentran las instalaciones de la fundación. Está ubicado en Riudellots de la Selva, en la Provincia de Gerona, y cuenta con una extensión de 5.700 m². El centro comenzó su actividad en 2001 con la llegada de un grupo de cinco chimpancés decomisados a un entrenador de circo en Valencia. Desde sus inicios, ha albergado individuos de las especies chimpancé común y macaco de Gibraltar.
Los primates que llegan a la fundación generalmente han sido decomisados y han tenido un pasado de explotación en espectáculos (circos, cine, publicidad, reclamo turístico) o utilizados como mascotas. Por lo que presentan problemas de salud física y mental que el personal del centro trata de curar. El equipo está formado por expertas en biología, psicología y veterinaria, investigadoras becadas y voluntarias.
Actualmente, la entidad está construyendo un nuevo centro en el Pla de l'Estany donde prevé trasladarse, ya que la modificación de la Ley de aguas de 2001 catalogó las instalaciones de Riudellots de la Selva en zona inundable.
Entre las tareas de divulgación, la Fundació Mona imparte cursos y talleres sobre sostenibilidad del planeta, bienestar animal y respeto hacia los animales y la biodiversidad. También, ofrece visitas guiadas para escuelas y particulares en grupos reducidos, de forma concertada y en un período de tiempo corto, para causar el menor ruido y molestia a los habitantes del centro.
En el ámbito de la investigación, la fundación creó la Unidad de Investigación, que cuenta con un equipo multidisciplinar formado por psicólogos, biólogos, veterinarios y antropólogos. Mona apuesta por la investigación etológica y la formación académica. La investigación etológica como vía para monitorizar y mejorar el bienestar de estos animales rescatados, al igual que como herramienta para dilucidar incógnitas sobre el comportamiento de nuestros antepasados, y la formación académica para ofrecer enseñanza superior en primatologíay ciencias afines, así como cursos de especialización y un máster con la Universidad de Gerona. También colabora con el Instituto Catalán de Paleoecología Humana y Evolución Social en proyectos de investigación y publica los resultados en revistas académicas, como International Journal of Primatology, Journal of Veterinary Behavior o Scientific Reports. Así por ejemplo, se identificó por primera vez en el chimpancé Nico la Malformación de Chiari, una enfermedad que afecta también a los humanos y es catalogada como rara.